# Alfredo Wagner
Alfredo Wagner est une ville brésilienne située dans l'État de Santa Catarina.

## Géographie
Alfredo Wagner se situe à une latitude 27° 42′ 00″ sud et à une longitude de 49° 20′ 02″ ouest, à une altitude de 480 mètres.
Sa population était de 9 410 habitants au recensement de 2010. La zone rurale de la municipalité regroupait 72 % de la population (données IBGE, 2000). La municipalité s'étend sur 732 km2.
La ville se situe à 111 km à l'ouest de la capitale de l'État, Florianópolis. Elle fait partie de la microrégion de Tabuleiro, dans la mésorégion du Grand Florianópolis.
La municipalité jouit d'un climat humide, aux étés frais. La température annuelle moyenne y est de 17,7 °C.
Son IDH était de 0,778 en 2000 (PNUD).

## Histoire
Sur ordre du vice-roi de l'époque, Luís de Vasconcelos e Sousa, le gouverneur José Pereira Pinto envoie une expédition commandée par António José da Costa reconnaître pour la première fois la région en 1787.
Les premiers habitants de la région, le colonel Serafim Muniz de Moura et quelques proches, arrivent vers 1840 et s'établissent sur les rives du rio Itajaí do Sul, dans la localité actuelle de vila do Catuira. Une autre version historique retrace l'histoire de ce colonel et de quelques soldats, qui se seraient installés non loin du sommet du morro do Trombudo. Cependant, ces entreprises ne seront pas couronnées de succès à cause de l'abondance de neige et de pluie qui accablent la région à l'époque et obligent les colons à se retirer.
En 1853, l'empereur Pierre II du Brésil crée la « colonie militaire de Santa Tereza » (en hommage à l'impératrice Thérèse-Christine), à mi-chemin entre le siège de la province, Florianópolis, et la ville de Lages à l'intérieur des terres. Cette colonie devait servir de poste de pénétration pour l'exploitation agricole et de barrière contre les incursions des indiens.
En 1890, Augusto Lima, arrivant dans la colonie militaire, s'établit non loin des rivières Adaga et Caeté, accompagné de quelques colons. La localité s'appelle alors Barracão – le premier nom d'Alfredo Wagner. Elle devient district de Bom Retiro en 1956.
Le nom actuel est un hommage à Alfredo Henrique Wagner, un des hommes qui contribua activement à l'indépendance de la municipalité, démembrée de Bom Retiro le 21 décembre 1961,.

## Économie
L'économie de la ville est basée sur l'agriculture. La principale culture est celle de l'oignon, qui contribue pour 45 % des revenus de la municipalité, avec une production annuelle de 64 000 tonnes.

## Tourisme
Une des attractions de la municipalité est la réserve rio das Furnas, dans la localité de São Leonardo, dans le massif de la Serra dos Faxinais, partie de la Serra Geral. Elle comporte de nombreuses cascades et grottes que l'on peut visiter.

## Culture
Tous les ans, en octobre, la municipalité commémore la première tentative de colonisation de la région, œuvre de 19 soldats, par la « fête du Barracão ».
Une légende locale raconte l'histoire d'un groupe de soldats qui, fuyant la répression à la suite de la révolution fédéraliste, passa dans la région en 1893. L'un des soldats, malade, perdit le groupe de vue et ne sera retrouvé que plusieurs jours plus tard, congelé. Sa tombe, élevé sur le lieu de sa mort, est très fréquentée par les habitants qui croient en ses vertus miraculeuse.
Enfin, le musée archéologique de Lomba Alta, retrace l'histoire de la région avec de nombreux objets historiques appartenant autant aux colons qui s'installèrent dans la région qu'aux indiens qui l'occupaient depuis des siècles. Il est établi dans une réplique de la résidence d'Alfredo Wagner, citoyen célèbre de la municipalité, qui lui a donné son nom.

## Administration
La municipalité est constituée de quatre districts :
- Alfredo Wagner (siège du pouvoir municipal)
- Arnópolis
- Catuíra
- São Leonardo.

## Villes voisines
Alfredo Wagner est voisine des municipalités (municípios) suivantes :
- Leoberto Leal
- Rancho Queimado
- Anitápolis
- Bom Retiro
- Chapadão do Lageado
- Ituporanga
- Imbuia.